# Luftspule

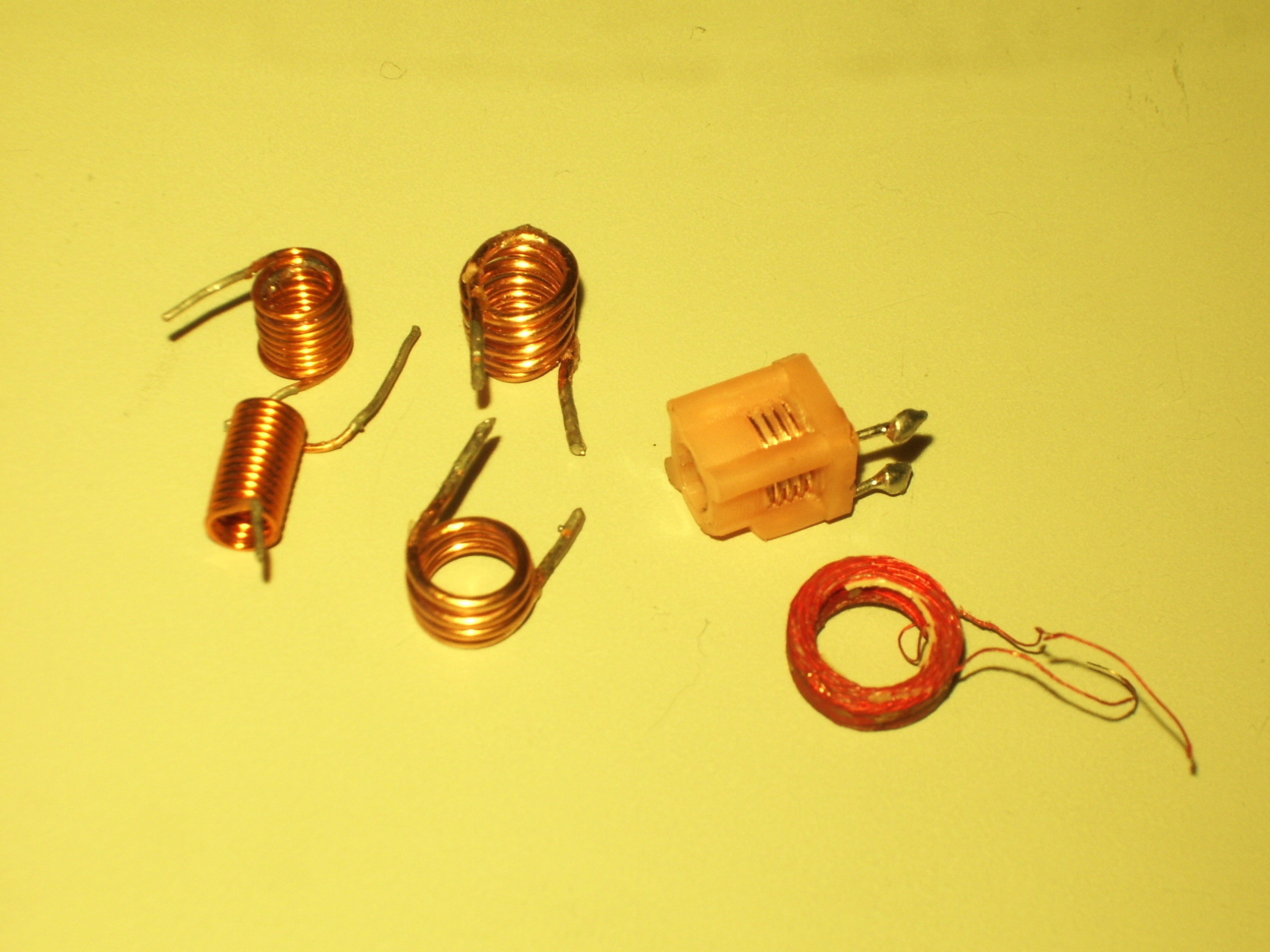
Einige Luftspulen wie sie in der Hochfrequenztechnik verwendet werden

Luftspulen sind induktive Bauelemente ohne weichmagnetischen Kern und besitzen im Vergleich zu Spulen mit weichmagnetischem Kern relativ kleine Induktivitäten. Eine spezielle Bauform, welche durch Kupferlackdraht gebildet wird und durch das Verkleben der Lackisolation ihre Form hält, wird auch Backlackspule bezeichnet. 
Durch das Fehlen eines magnetischen Kerns ist die Magnetisierungskennlinie linear und die Spule weist als wesentliche Eigenschaft, und im Gegensatz zu Spulen mit magnetischem Kern, keine magnetische Sättigung auf. Da ohne magnetischen Kern der magnetische Fluss auch nicht gezielt geführt werden kann, ist bei Luftspulen der magnetische Streufluss hoch.
Der Name Luftspule rührt von dem Kernmaterial Luft, allerdings wird aus herstellungstechnischen Gründen die Spule meistens nicht freitragend, sondern auf einen nichtmagnetischen Kern gewickelt, der nur den Aufbau mechanisch fixiert. Die Berechnung des Magnetfeldes und der Induktivität von zylinderförmigen Luftspulen ist unter Zylinderspule beschrieben.

## Aufbau

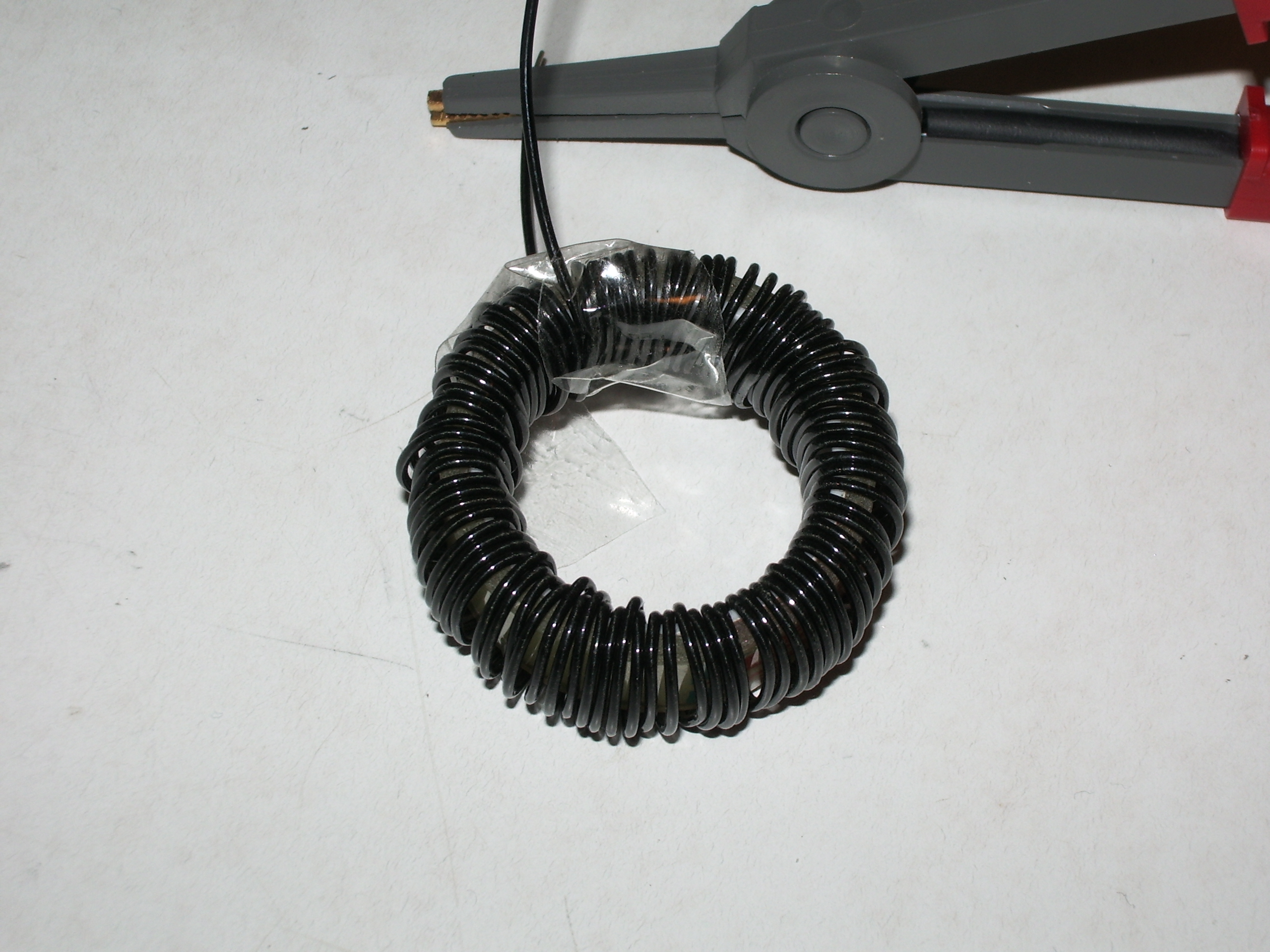
Eine Toroid-Luftspule auf Kunststoffkern. Durchmesser: ca. 35 mm, Induktivität: ca. 8 µH.

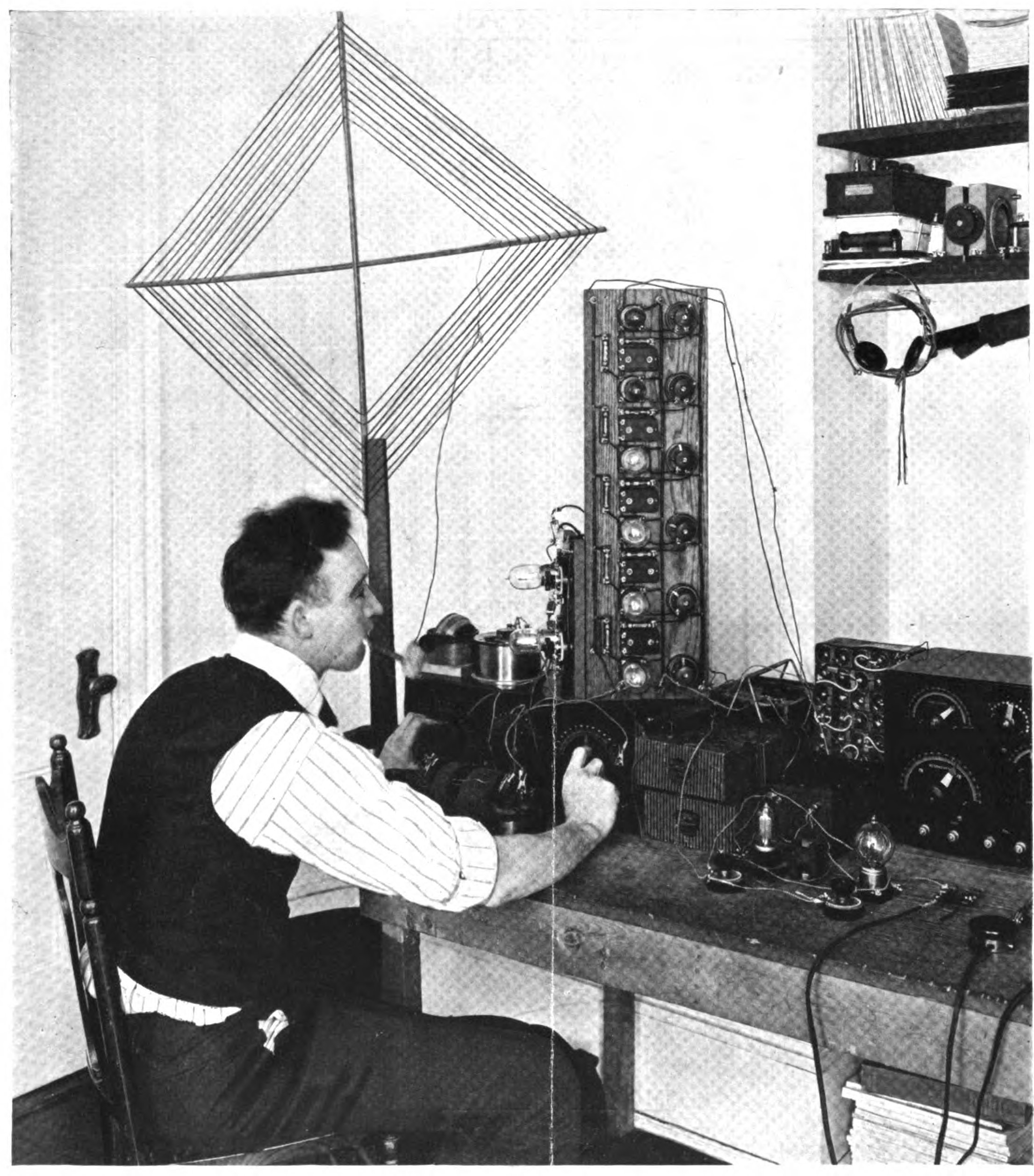
Luftspule als Rahmenantenne

Luftspulen werden in verschiedenen Formen gebaut. Sehr häufig werden Zylinderspulen verwendet, bei denen der Draht schraubenförmig aufgewickelt ist. Kleinere Luftspulen können so unter Verwendung von steifem Draht selbsttragend ausgeführt werden.
Aufwendig herzustellen sind Kreisringspulen, auch Toroidspulen oder Rogowskispulen genannt, weil der gesamte Draht beim Wickeln immer wieder durch die Öffnung des Torus geführt werden muss. Die magnetischen Feldlinien verlaufen bei der Kreisringspule überwiegend im Spuleninneren. Aus diesem Grunde koppelt ihr Feld verhältnismäßig wenig ungewollt mit der Umgebung. 
In den Anfängen der Elektronik wurde viel mit Bauformen experimentiert, um vor allem parasitäre Kapazitäten durch besondere Wickelformen zu verringern: Waben-, Korbboden- sowie Kreuzwickelspulen (letztere gibt es aber auch in Ausführungen mit Kern). Dabei ist meistens ein nichtmagnetischer Wickelkern erforderlich.
Flachspulen können Spiral- oder Rechteckform haben. Sie können auch als Leiterzug auf Leiterplatten hergestellt werden (Planarspulen, Planartransformatoren). Es lassen sich jedoch nur verhältnismäßig kleine Induktivitäten auf diese Weise herstellen. Außerdem koppeln sie verhältnismäßig stark mit der Umgebung, d. h., sie streuen ihr Feld ungewollt in benachbarte Bauteile und werden umgekehrt auch von diesen beeinflusst.
Um freitragende Spulen herzustellen, wird auch sogenannter Backlackdraht eingesetzt, der eine Außenschicht aufweist, deren Schmelzpunkt niedriger ist als der Schmelzpunkt der Isolation. Nach dem Wickeln der Spule werden die Windungen der Spule durch Erhitzen, meist durch erhöhten Stromfluss durch sie hindurch, oberflächlich miteinander verbacken (verklebt).
Eine Sonderbauform der Luftspule, die nicht aus Kupferlackdraht, sondern aus dünnem isolierten Kupferblech bzw. -folie besteht, ist die Kupferfolienspule (englisch copper foil coil, CFC).
Luftspulen sind gut durch Anblasen mit einem Luftstrom zu kühlen – es sei denn, ein Wickelkörper/Trägerkörper behindert den Luftstrom.

## Anwendungen

### Nachrichtentechnik
Verwendung finden Luftspulen wegen der kleinen Induktivitätswerte beispielsweise im Hochfrequenzbereich z. B. als Drosselspule, in Filtern oder in Schwingkreisen. Zum Erzeugen definierter Magnetfelder dient die Helmholtz-Spule. Auch in Sendeanlagen werden nur Luftspulen verwendet. Luftspulen mit besonders großem Durchmesser werden als Rahmenantennen verwendet. Typische Induktivitätswerte für kleine Luftspulen liegen im Bereich 100 nH bis 100 µH, große Rahmenantennen erreichen 10.000 µH.

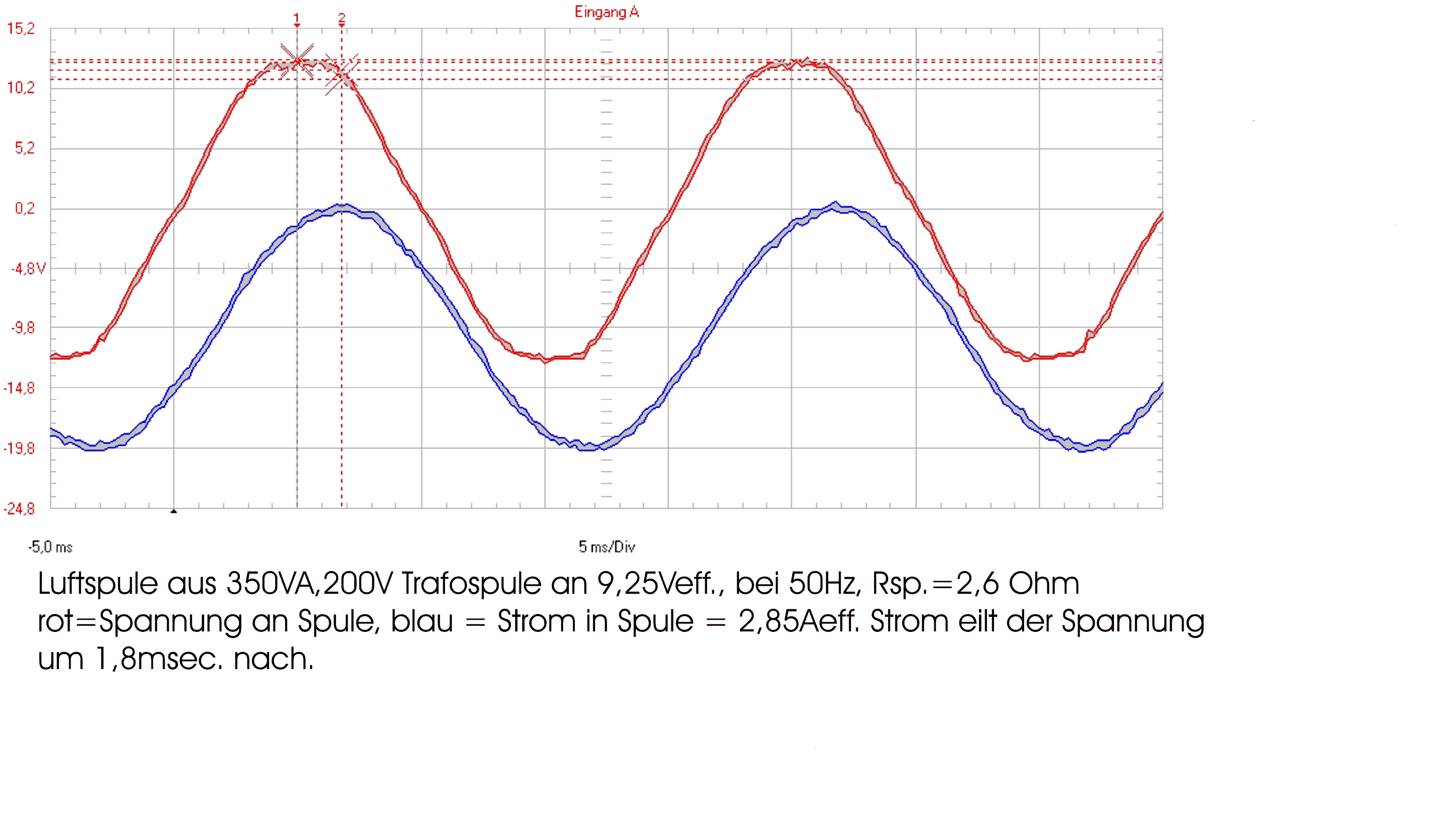
Spannung und Strom an einer Luftspule, die aus einer Transformatorspule ohne Kern gebildet wird. Die Messung bei 50 Hz zeigt aufgrund der Induktivität und des ohmschen Widerstandes, einen der Spannung um ca. 32 Grad nacheilenden Strom.

Ein weiteres Anwendungsgebiet für Luftspulen sind passive Lautsprecherweichen für Mehrweg-Lautsprecherboxen. Die erforderlichen Induktivitäten liegen zwischen 0,1 und 6,8 mH. Problematisch ist die für diese vergleichsweise hohen Induktivitäten erforderliche große Windungszahl der Luftspulen, die bei geringen Drahtquerschnitten schnell zu einem unerwünscht hohen Gleichstromwiderstand führt. Gerade in Tiefpässen für Tieftonlautsprecher sind diese hohen Induktivitäten jedoch erforderlich.
In diesem Bereich ist ein geringer ohmscher Widerstand zwischen Verstärker und Lautsprecher wünschenswert, um eine hohe Dämpfung zu erhalten. Aus diesem Grund werden in vielen Boxen offene Ferritkerne als Spulen-Kernmaterial eingesetzt. Die dabei auftretenden nichtlinearen Verzerrungen durch Hysterese und magnetische Nichtlinearität bzw. magnetische Sättigung sind bei geeigneter Dimensionierung vernachlässigbar. Das nebenstehende Bild zeigt den Spannungs- und den sinusförmigen Stromverlauf an einer Luftspule, deren ohmscher Widerstand ähnlich groß ist wie ihr induktiver Widerstand, der bei nur 50 Hz relativ klein ist.

### Elektrische Energietechnik

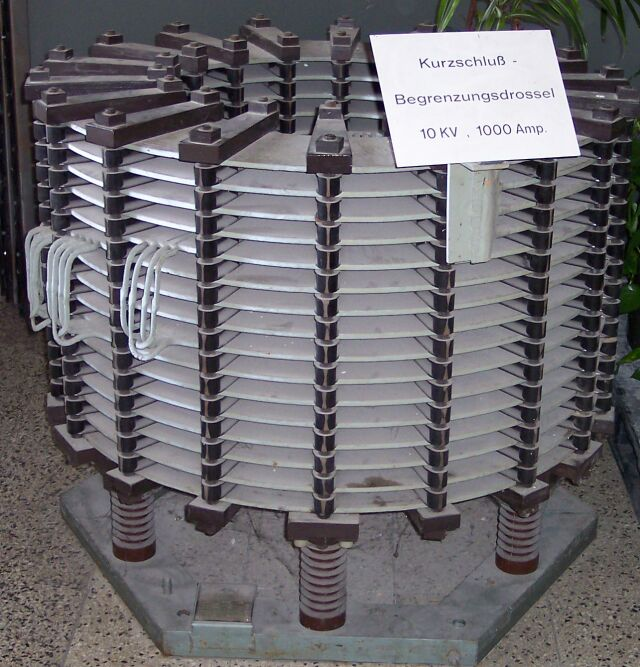
Kurzschlussbegrenzungsdrossel für elektrische Energienetze

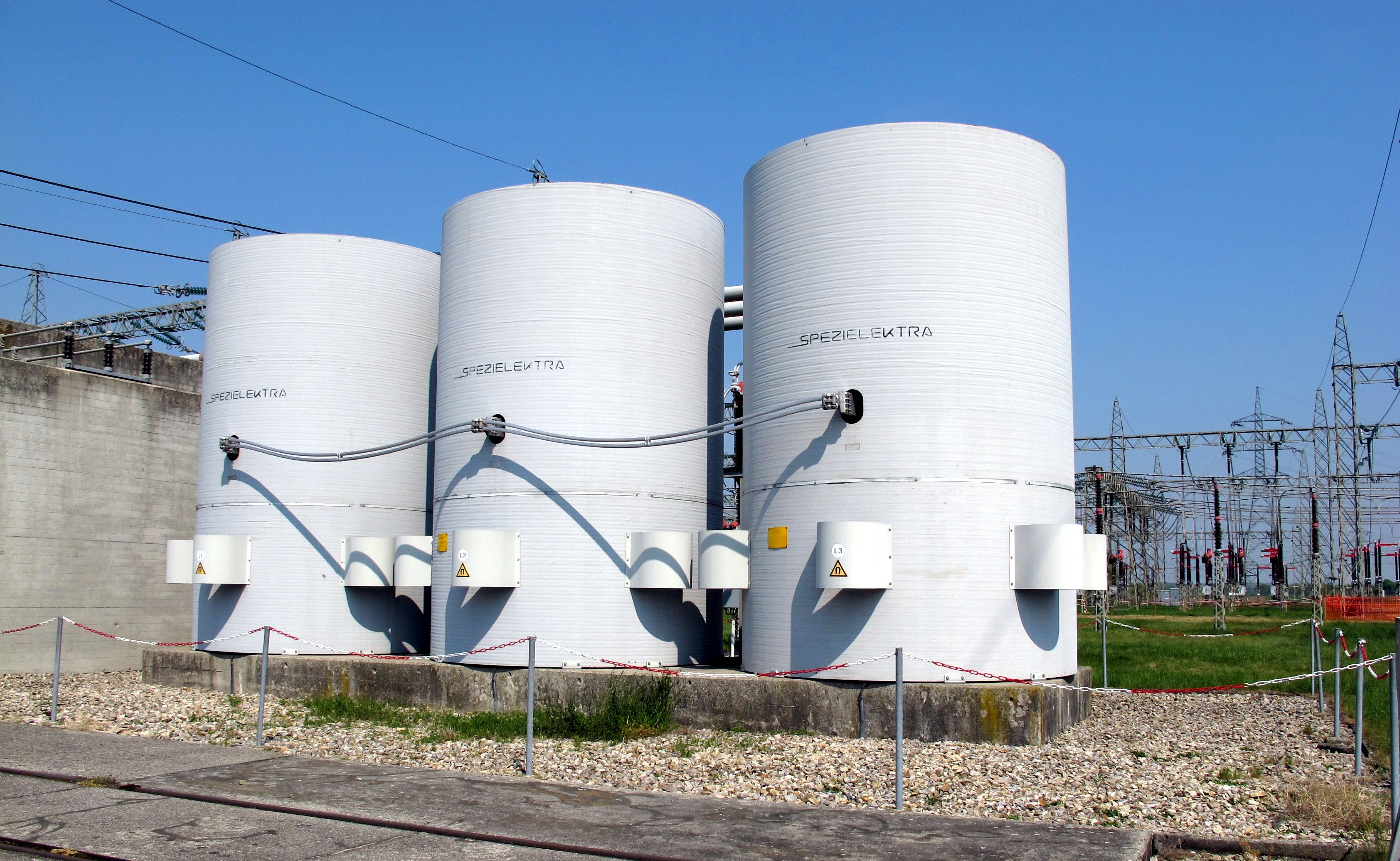
Dreiphasen-Luftspule mit 100 Mvar zur Blindleistungssteuerung in einem Umspannwerk

Anwendungen von Luftspulen in der elektrischen Energietechnik sind unter anderem die in Kraftwerken und Umspannwerken eingesetzten Kurzschlussbegrenzungsdrosseln und Luftspulen zur Beeinflussung der Blindleistung. Weitere Beispiele mit breiten Anwendungsbereich sind die Luftspulen mit variabler oder einstellbarer Induktivität. Beim Einsatz als Kurzschlussbegrenzungsdrossel ist die geringe Induktivität zwar von Nachteil, jedoch wünscht man sich auch bei hohen Kurzschlussströmen keine Sättigung und damit Verlust der strombegrenzenden Wirkung. Diese Eigenschaft kann nur von Luftspulen bewerkstelligt werden, deren Induktivität vom durchfließenden Strom unabhängig ist. Bei größeren Luftdrosseln im Bereich von 100 Mvar und darüber darf in der Nähe der Spule, wie dem Fundament, kein Stahlbeton mit elektrisch geschlossenen Schleifen im Bewehrungsstahl vorhanden sein. Aufgrund der Streuflüsse käme es sonst in den „elektrischen Kurzschlusswindungen“ des Bewehrungsstahls zu induzierten Strömen, welche zu einer unzulässigen Erwärmung des Stahlbetons führen.
Eine weitere Anwendung sind eisenlose Anker von Gleichstrommotoren und Schwingspulen dynamischer Lautsprecher und Mikrofone, die sich durch ihre geringe Masse auszeichnen. Bei diesen Anwendungen bewegt sich eine selbsttragende Spule im Luftspalt eines Dauermagneten.

## Induktivität

### Optimale Zylinderspule, kürzeste Drahtlänge
Die kürzeste Drahtlänge einer Spule ergibt sich bei Wickellänge=Wickelbreite=Innenradius (Shawcross u. Wells, 1915; Brooks, 1931). Zur Berechnung findet man folgende Näherungsformel:
{\displaystyle L\approx \mu _{0}N^{2}0{,}51D_{\mathrm {aussen} }\quad {\text{mit}}\quad {\frac {A_{\mathrm {Cu} }}{k_{\mathrm {Cu} }}}\cdot N={\frac {D^{2}}{9}}}
wobei {\displaystyle L} die Induktivität, {\displaystyle \mu _{0}} die Magnetische Feldkonstante, {\displaystyle N} die Windungsanzahl, {\displaystyle D} der Durchmesser der Spule, {\displaystyle A_{\mathrm {Cu} }} der Drahtquerschnitt und {\displaystyle k_{\mathrm {Cu} }} der Kupferfüllfaktor ist.
Rosa u. Grover geben (1912, S. 136) für eine mehrlagige Spule mit rechteckigem Wicklungsquerschnitt folgende Formel an:
{\displaystyle L=\mu _{0}N^{2}r\left[\left(1+{\frac {3a^{2}}{16r^{2}}}\right)\ln {\frac {8r}{a}}-\left(2+{\frac {a^{2}}{16r^{2}}}\right)\right]}
Dabei ist {\displaystyle r={\tfrac {1}{2}}\left(r_{\mathrm {a} }+r_{\mathrm {i} }\right)} der mittlere Radius der Wicklung und {\displaystyle a} der von Maxwell eingeführte „geometrische mittlere Abstand“. Für Rechteckquerschnitte mit {\displaystyle 1<h/l<20} (Wicklungshöhe {\displaystyle h=r_{\mathrm {a} }-r_{\mathrm {i} }}, Wicklungslänge {\displaystyle l}) gilt in guter Näherung
{\displaystyle a=0{,}2235\left(h+l\right)}